# Sto bene
Sto bene è un singolo del gruppo musicale italiano Psicologi, pubblicato il 27 febbraio 2020. 

## Tracce
1. Sto bene – 2:45